# Asterio de Ostia
San Asterio de Ostia o Asterio mártir (siglo III) fue un sacerdote mártir. Información de este santo basada en la apócrifa Actos de San Calixto. Según la tradición, fue sacerdote de Roma que recuperó el cuerpo de Calixto I después de haber sido torturado hacia 222. Asterio enterró el cuerpo de Calixto por la noche pero fue arrestado por su acción por el prefecto Alejandro y entonces asesinado al ser lanzado por un puente al río Tíber. Según la tradición, su cuerpo fue recuperado en Ostia y enterrado allí.

## Veneración
Asterio fue venerado a finales del siglo IV y V. De todas maneras, los bollandistas creen que es el cuerpo de otro Asterio. 